# Sidorov
Sidorov je priimek več oseb:
- Aleksej Aleksejevič Sidorov, ruski umetnostni zgodovinar
- Sergej Petrovič Sidorov, sovjetski general